# Primeira Batalha de Seul
A Primeira Batalha de Seul foi parte da invasão norte-coreana a Coreia do Sul durante o início da Guerra da Coreia. O resultado da batalha foi a captura da cidade por parte das forças norte-coreanas.

## Batalha
Em 25 de junho de 1950, a força militar norte-coreana ultrapassou o paralelo 38N. Os norte-coreanos usaram a tática Blitzkrieg usando os tanques T-34 com a ajuda de artilharias. Demorou apenas três dias para a Coreia do Norte tomar Seul.